# Roraimia adusta
O João-de-Roraima (Roraimia adusta - Salvin & Godman, 1884)  é uma espécie de ave da família Furnariidae, pertencente ao gênero monotípico Roraimia.
É encontrado nas florestas, nos planaltos e tepuis do sul da Venezuela, oeste da Guiana e extremo norte do Brasil. Seu nome refere-se ao Monte Roraima. 
É uma ave pequena (15 cm), com dorso castanho-avermelhado,  peito listrado, garganta branca e uma máscara preta.
Seu estado e conservação na natureza é "pouco preocupante" (IUCN 3.1).